# Новоольховка (Ростовская область)
Новоольхо́вка — хутор в Кашарском районе Ростовской области.
Входит в состав Киевского сельского поселения.

## Население
| 2010 |
| ---- |
| 54   |

## Улицы
На хуторе имеется одна улица: Зелёная.